# Cataclysta
Cataclysta ist eine Gattung von Schmetterlingen aus der Familie der Crambidae.

## Merkmale
Ocellen sind nicht vorhanden. Bei den Männchen sind die Fühler unterseits kurz gewimpert. Jedes Segment ist auf der Oberseite mit einem Schuppenkissen versehen. Diese sind an der Fühlerspitze besonders stark ausgebildet. Die Maxillarpalpen sind ziemlich klein, der Rüssel ist vergleichsweise kurz und liegt verborgen. Die Labialpalpen haben ein langes, dicht beschupptes Endglied. Die Spornformel der Tibien lautet 0-2-4. Eine Epiphyse ist vorhanden. Auf den Vorderflügeln sind die Adern R2 bis R4 gestielt. M1 entspringt in der Mitte der Querader zwischen R5 und M2, CuP fehlt. Auf dem Hinterflügel ist die Ader M1 kurz mit dem Stiel von SC + R1 + RS querverbunden. Das Frenulum besteht bei beiden Geschlechtern aus einer einzelnen Borste.
Bei den Männchen sind die Valven kurz und breit. Sie haben einen gekerbten Costalrand. Der Phallus ist vergleichsweise kurz und kräftig.
Bei den Weibchen ist der Ductus bursae stark sklerotisiert und besitzt kein Colliculum. Das Ostium ist spezialisiert und ungewöhnlich breit. Das Corpus bursae besitzt keine Signa.
Die Raupen haben keine Tracheenkiemen. Die Prothorakalplatte ist mit einer kaudalen Verdickung versehen. Die Raupen fertigen aus Pflanzenbestandteilen transportable Gehäuse.

## Systematik
Die Gattung Cataclysta umfasst zurzeit 16 Arten. Die Typusart ist Phalaena lemnata Linnaeus, 1758. In Europa ist nur Cataclysta lemnata beheimatet.
- Cataclysta albipunctalis Hampson, 1897
- Cataclysta amboinalis Hampson, 1897
- Cataclysta angulata Moore, 1885
- Cataclysta bombayensis Swinhoe & Cotes, 1889
- Cataclysta lampetialis Walker, 1859
- Cataclysta lemnata (Linnaeus, 1758)
- Cataclysta marginipuncta Turner, 1937
- Cataclysta melanolitha (Turner, 1908)
- Cataclysta pleonaxalis (Hampson, 1897)
- Cataclysta polyrrapha Turner, 1937
- Cataclysta polystictalis (Hampson, 1906)
- Cataclysta psathyrodes Turner, 1908
- Cataclysta pusillalis Saalmüller, 1880
- Cataclysta quintula (Meyrick, 1938)
- Cataclysta seriopunctalis (Hampson, 1897)
- Cataclysta supercilialis Hampson, 1897

## Belege
1. 1 2 3 4 5  Barry Goater, Matthias Nuss, Wolfgang Speidel: Pyraloidea I (Crambidae, Acentropinae, Evergestinae, Heliothelinae, Schoenobiinae, Scopariinae). In: P. Huemer, O. Karsholt, L. Lyneborg (Hrsg.): Microlepidoptera of Europe. 1. Auflage. Band 4. Apollo Books, Stenstrup 2005, ISBN 87-88757-33-1, S. 53 (englisch).
2. ↑  Global Information System on Pyraloidea (GlobIZ). Abgerufen am 1. Januar 2013.
3. ↑  Cataclysta bei Fauna Europaea. Abgerufen am 1. Januar 2013